# Бургдорфер, Вилли
Вилли Бургдорфер (Wilhelm «Willy» Burgdorfer; 27.06.1925, Базель, Швейцария — 17.11.2014, Гамильтон, Монтана) — американский биолог швейцарского происхождения. Известен как специалист в области медицинской энтомологии, в особенности клещей. Первооткрыватель (в 1982) возбудителя болезни Лайма, названного в его честь Borrelia burgdorferi. Член Швейцарской АМН (Swiss Academy of Medical Sciences, 2001), удостоен Золотой медали им. Роберта Коха (1988).

## Биография
Родился и вырос в Базеле, Швейцария. Окончил Базельский университет, а также в Швейцарском тропическом институте (Swiss Tropical Institute) изучал зоологию, паразитологию и бактериологию, и получил по ним докторскую степень. Прежде чем переехать в США, три года отслужил в швейцарской армии.
С 1951 года в Гамильтоне, Монтана, исследователь Лабораторий Скалистых гор (Rocky Mountain Laboratories), а шесть лет спустя, в 1957 году, занял там должность медицинского энтомолога. С 1986 года в отставке.
Являлся членом RSTMH и др. обществ.
Гражданин США с 1957 года.
Женился в 1953 году, двое детей; оставшись в 2005 году вдовцом, женился ещё раз.
Умер от осложнений болезни Паркинсона.
Автор более 225 научных работ по различным бактериям и вирусам.

## Награды и отличия
- 1985 — Schaudinn-Hoffman Plaque, Deutsche Dermatologische Gesellschaft[англ.]
- 1988 — Золотая медаль им. Роберта Коха
- 1989 — Bristol Award, Infectious Disease Society of America[англ.]
- 1990 — Walter Reed Medal[англ.]
- 2000 — Distinguished Achievement Award, Society for Vector Ecology
- 2003 — Scientist Emeritus, Национальные институты здравоохранения США
- 2010 — Hoogstraal Medal, American Committee for Medical Entomology

Почётный доктор медицины Бернского университета (1986) и Марсельского университета (Франция, 1991), Почётный доктор Университета штата Монтана (1990) и Университета штата Огайо (1994).